# Pain plat
Un pain plat est un pain fait avec de la farine, de l'eau et du sel, puis complètement roulé en une pâte aplatie. De nombreux pains plats sont sans levain, bien que certains soient au levain, comme la pizza et le pain pita.
Les pains plats vont de moins d'un millimètre à quelques centimètres d'épaisseur afin qu'ils puissent être facilement mangés sans être tranchés. Ils peuvent être cuits au four, frits dans de l'huile, grillés sur des charbons ardents, cuits sur une poêle, tava, comal ou plaque de cuisson en métal. Ils peuvent être consommés frais ou emballés et congelés pour une utilisation ultérieure.

## Histoire
En 2018, des miettes de pain carbonisées sont trouvées sur un site datant du natoufien appelé Shubayqa 1 en Jordanie (à Harrat ash Shaam). Ils datent de 12400 av. J.-C., environ 4 000 ans avant le début de l'agriculture dans la région. Leur analyse révèle qu'ils proviennent probablement de pains plats contenant de l'orge commune, du blé épineux, de l'avoine et des tubercules Bolboschoenus glaucus (une sorte de jonc),.

## Liste de types de pains plats

### Europe
- Bannique (Écosse)
- Blini (Russie)
- Bolo do caco (Madère, Portugal)
- Borlengo (Italie)
- Covaccino (Italie)
- Crescentina modenese (Italie)
- Farl (Irlande et Écosse)
- Flatbrød (Norvège)
- Flatkaka (Islande)
- Focaccia (Italie)
- Ftira għawdxija (Malte)
- Hoggan (Cornwall)
- Hönökaka (Bohuslän)
- Lagana (Grèce)
- Lefse (Norvège)
- Lepinja (Croatie, Serbie)
- Lepyoshka (Russie)
- Lipie (Roumanie)
- Oatcake (Royaume-Uni)

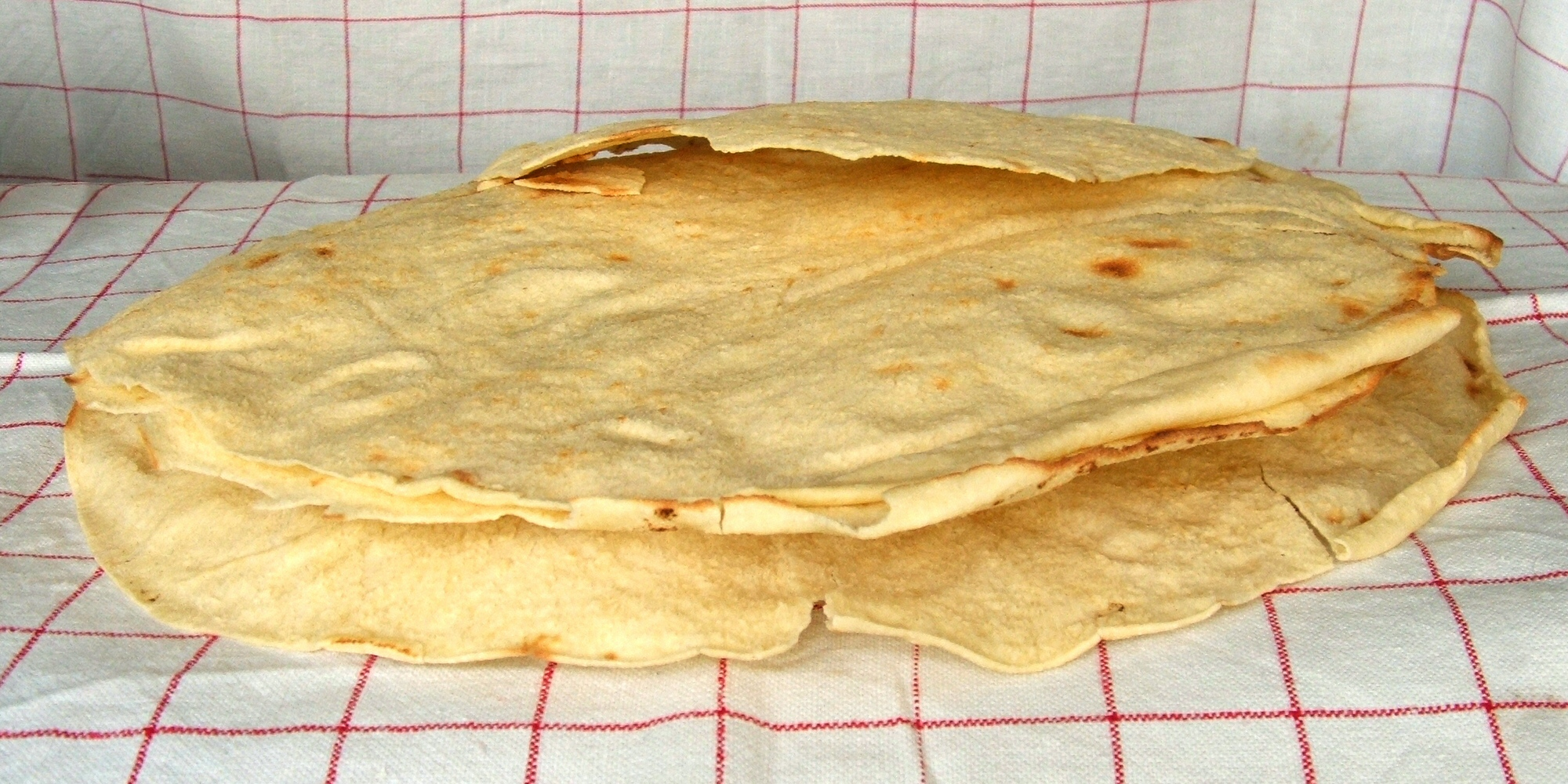
Pane carasau de Sardaigne.

- Oatcake Staffordshire (Angleterre)
- Pane carasau (Sardaigne)
- Pastetx (France)
- Piadina (Italie)
- Pita (Grèce et Hongrie)
- Pain polaire (Suède)
- Pichade (Menton, France)
- Pissaladière (France)
- Pizza (Italie)
- Podpłomyk (Pologne)
- Posúch (Slovaquie)
- Părlenka (Bulgarie)
- Rieska (Finlande)
- Somun (Bosnie-Herzégovine)[3],[4]
- Spianata sarda (Sardaigne)
- Talo (France)
- Tarte flambée (Alsace)
- Torta (Espagne)
- Torta de gaspacho (Espagne)
- Torta al testo (Ombrie, Italie)

### Moyen-Orient et Afrique
- Barbari (Iran)
- Bataw (Égypte)
- Bazlama (Turquie)
- Chapati (Zanguebar, Ouganda)
- Eish merahrah (Égypte)
- Gözleme (Turquie)
- Gurassa (Soudan)
- Harcha (Maroc)
- Injera (Corne de l'Afrique)
- Kesra (Algérie)
- Khobz soltani (Algérie)
- Khubz (Levant et  Arabie)
- Khubz al-jamri (Arabie)
- Khubz asmr (Arabie)
- Kissra (Soudan)

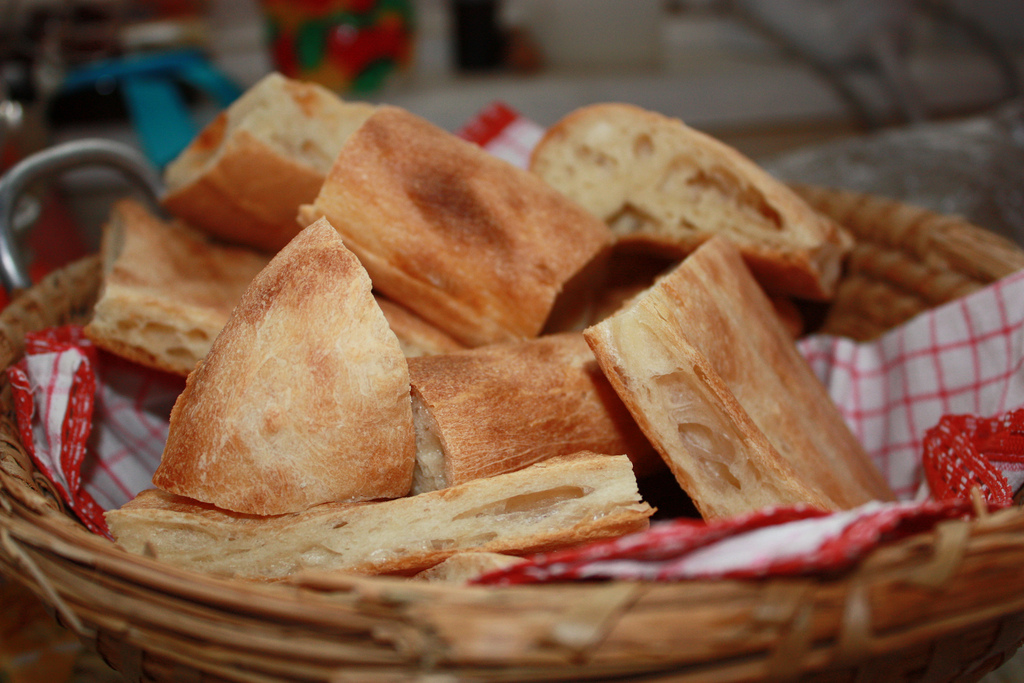
Tonis puri géorgien.

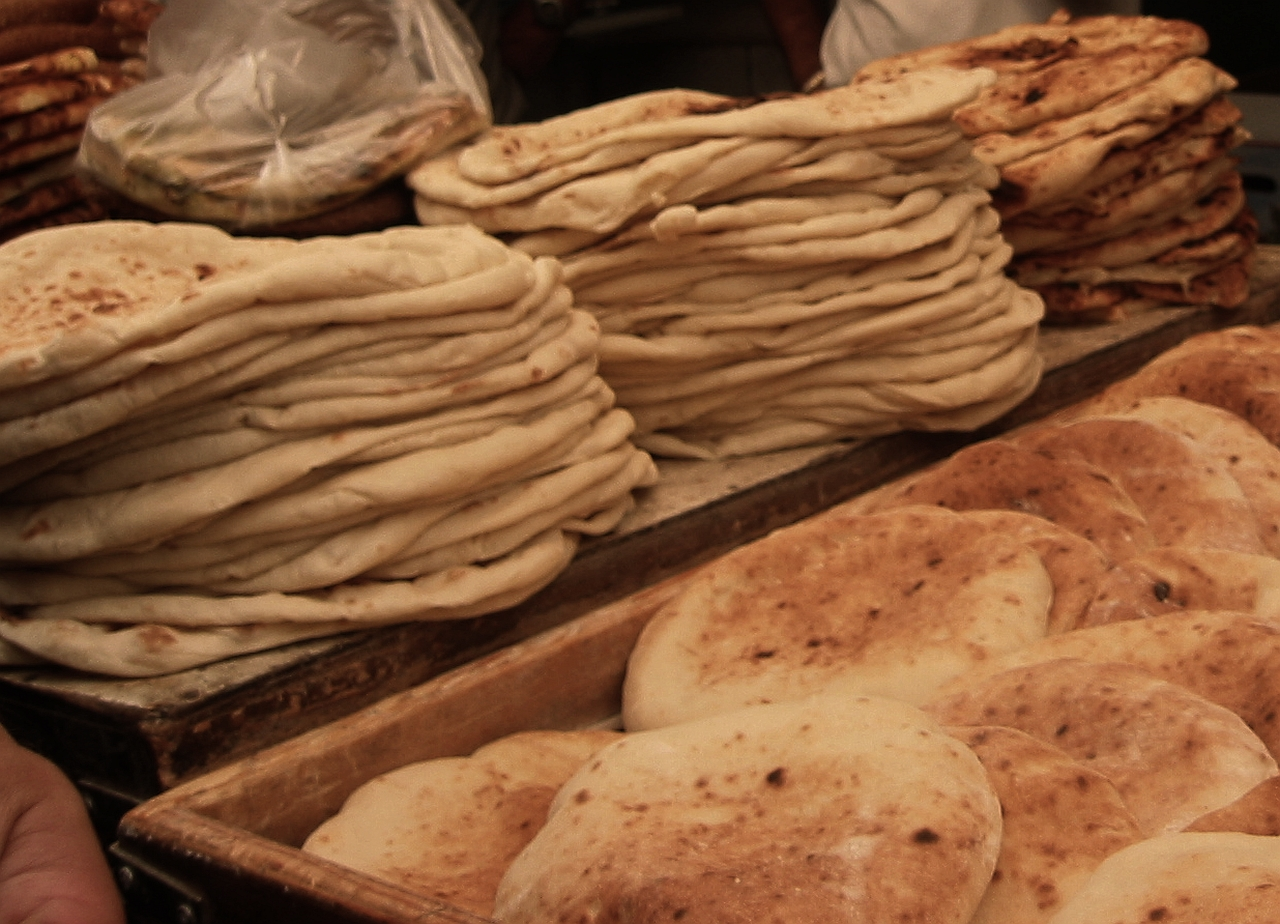
Différents types de pitas, marché Mahane Yehuda, Jérusalem.

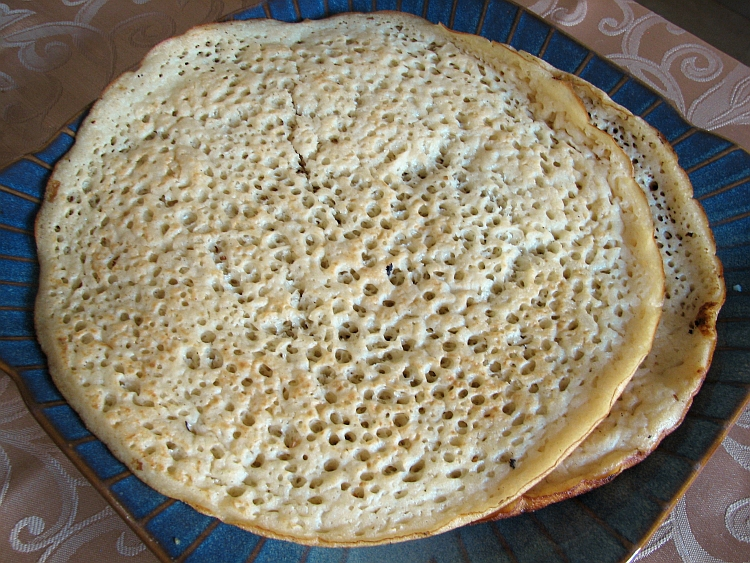
Lahoh yéménite.

- Lahoh (nord de la Somalie, Djibouti, Yémen)
- Lavash (Arménie)
- Maluj (Yémen)
- Marqouq (Levant)
- Matloue (Algérie)
- Matnakash (Arménie)
- Matza (Israël)
- Msemmen (Algérie, Tunisie)
- Mulawah (Yémen)
- Murr (Israël)
- Muufo (Somalie)
- Ngome (Mali)
- Pain saj (Liban, Turquie, Israël)
- Pita (Méditerranée orientale, Turquie et Moyen-Orient)
- Pain tabouna (Tunisie)
- Pogača (Balkans et Turquie)
- Sangak (Iran)
- Shotis puri (Géorgie)
- Taftan (Iran)
- Tonis puri (Géorgie)
- Yufka (Turquie)

### Asie centrale
- Bolani (Afghanistan)

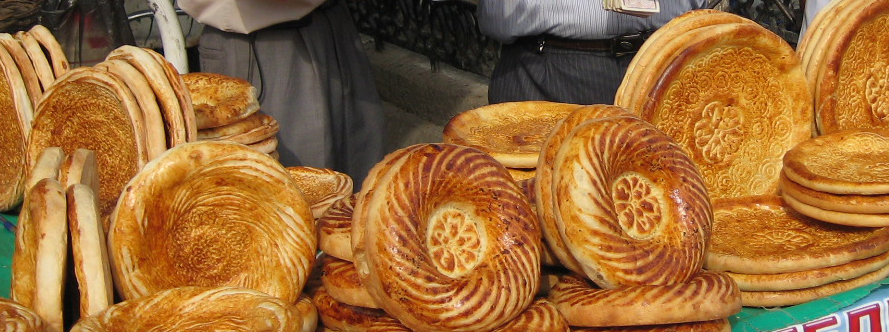
Sélection de naans tadjikes.

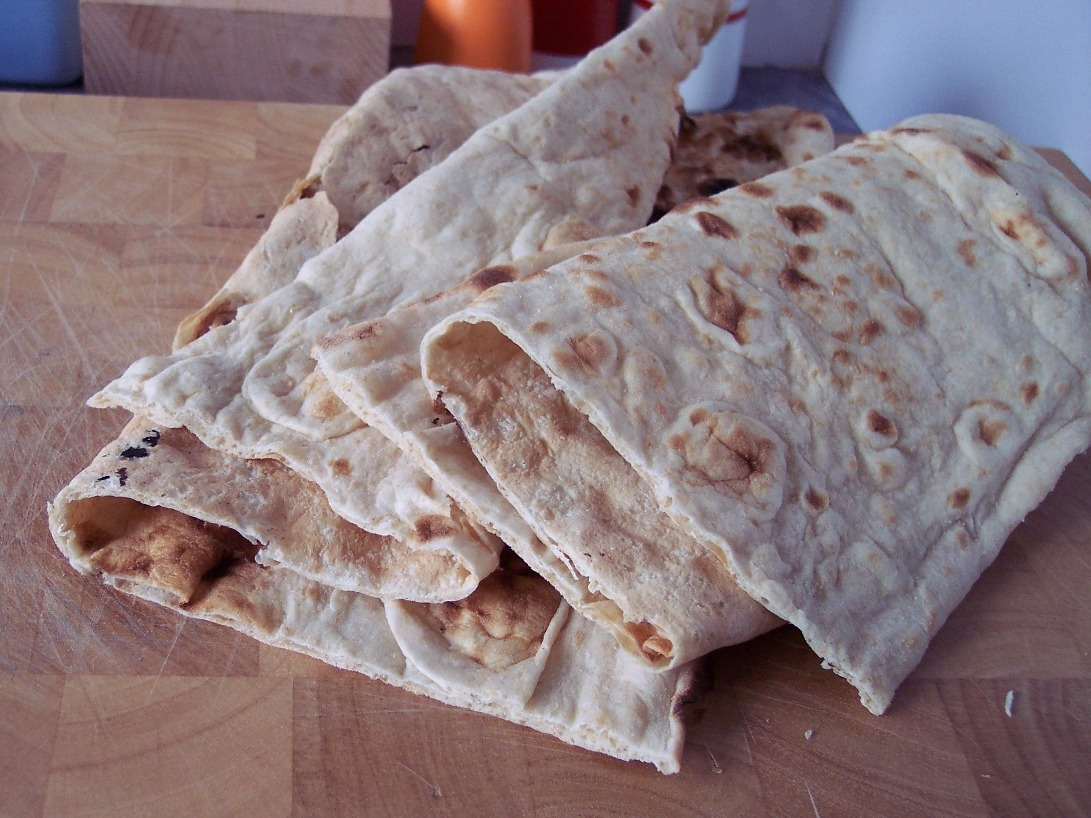
Pain afghan.

- Obi non (Afghanistan et Ouzbékistan)[5]
- Pain afghan ou nan (Afghanistan)
- Pain tandoori (Asie centrale)
- Shelpek (Kazakhstan)
- Tapansha, taba nan (Kazakhstan)

### Asie de l'Est
- Bindaeddeok (Corée)
- Bing (Chine)
  - Cong you bing (Chine)
  - Laobing (Chine)
  - Sanchuisanda (Chine)
  - Shaobing (Chine)

### Asie du Sud
- Aloo paratha (Inde et Pakistan)
- Akki rotti (Inde)
- Appam (Inde)
- Bakarkhani (Bangladesh)
- Bhakri (Inde)
- Bhatoora (sous-continent indien)
- Chapati (sous-continent indien)
- Chili parotha (Inde)
- Chikkolee (Inde)
- Dhebra (Inde)
- Dosa (Inde)
- Gobi paratha (Inde et Pakistan)
- Jolada rotti (Inde)
- Kalai roti (Bangladesh)
- Kaak (Pakistan)
- Kachori (sous-continent indien)
- Kothu parotta (Inde)
- Kulcha (sous-continent indien)
- Luchi (Inde et Bangladesh)
- Makki di roti (Inde et Pakistan)
- Mughlai paratha (Inde et Bangladesh)
- Pathiri (Inde)
- Naan (sous-continent indien et Asie centrale)
  - Cheese naan (sous-continent indien)
  - Naan Paratha (sous-continent indien)
- Paratha (sous-continent indien)
- Parotta (Inde et Sri Lanka)
- Pesarattu (Inde)
- Puran poli (Inde)
- Puri (sous-continent indien)
- Ragi rotti (Inde)
- Roti (sous-continent indien)
- Rumali roti (sous-continent indien)
- Sheermal (sous-continent indien et Iran)
- Taftan (sous-continent indien et Iran)

### Asie du Sud-Est
- Aparon (Philippines)
- Bánh (Vietnam)
- Kabkab (Philippines)
- Khanom buang (Thaïlande)
- Kiping (Philippines)
- Piaya (Philippines)
- Roti canai (Indonésie et Malaisie)
- Roti prata (Singapour)
- Roti tissue (Indonésie et Malaisie)

### Amériques
- Arepa (Colombie, Venezuela)
- Bammy (Jamaïque)
- Beiju (Brésil)
- Frybread (États-Unis)

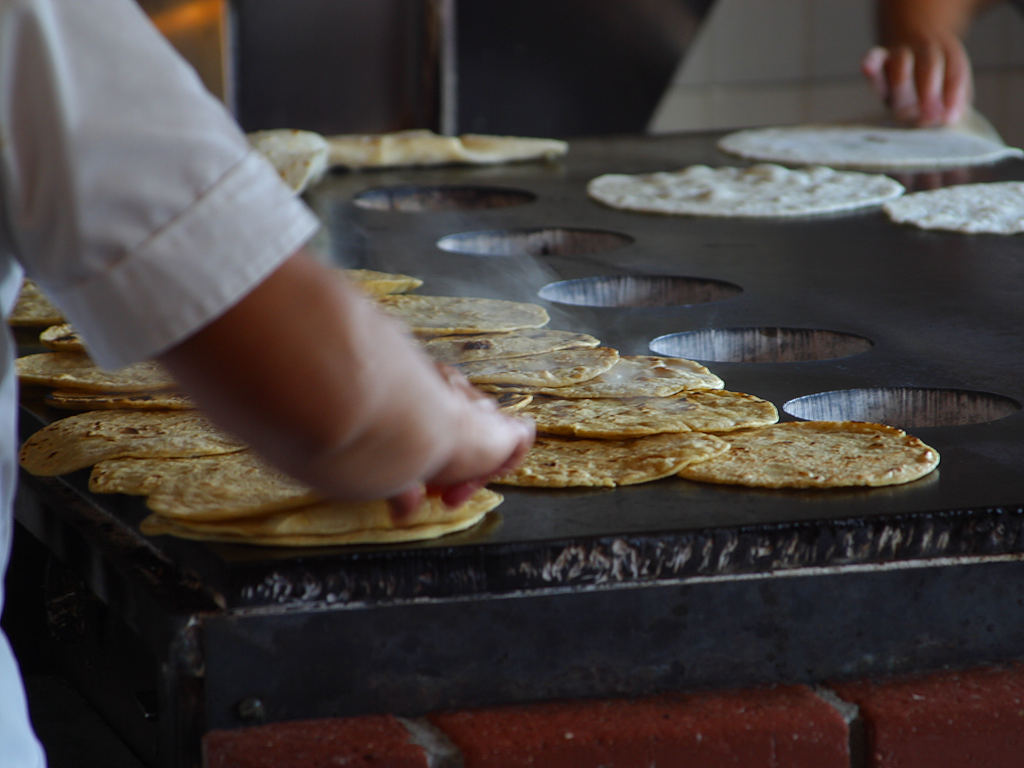
Préparation de tortillas.

- Johnny cake (Amérique du Nord et Caraïbes)
- Pain plat amérindien (Amérique du Nord)
- Pan de semita (Mexique)
- Pupusa (El Salvador)
- Tapioca (Amérique du Sud, Caraïbes)
- Tortilla (Mexique, Amérique centrale et du Sud)
- Tortilla de rescoldo (Chili)